# Cordate
Chordata este o încrengătură de animale ce posedă  coardă dorsală. Încrengătura cuprinde acraniatele, ciclostomatele, peștii, amfibienii, reptilele, păsările și mamiferele.
Deși sunt foarte diverse, cordatele posedă caracteristici comune. Toate cordatele au schelet axial, intern. La tunicate el este prezent sub formă de coardă doar în stadiul de larvă. La acraniate ea este prezentă toată viața. La cordatele mai dezvoltate, coarda este înlocuită de coloana vertebrală. De scheletul axial sunt atașate  centurile și de acestea membrele. 
O altă trăsătură distinctivă o constituie prezența tubului neural dorsal, situat deasupra coardei sau în interiorul coloanei vertebrale. La majoritatea cordatelor partea anterioară a tubului nervos este voluminoasă și se numește creier. În faringe sunt amplasate fantele branhiale, foarte bine exprimată la pești, cefalocordate și care sunt prezente la restul cordatelor în stadiul de embrion. Fantele au funcție respiratorie și alimentară. Ele filtrează apa și extrag oxigenul sau substanțele nutritive, în funcție de animal. 
Cordatele posedă simetrie bilaterală.

## Sistematică

### Sistematică după ....
- Încrengătura Chordata
  - Subîncrengătura Tunicata (Urochordata) 
    - Clasa Ascidiacea
    - Clasa Thaliacea
    - Clasa Appendicularia

  - Subîncrengătura Cephalochordata (Acraniata)
  - Subîncrengătura Vertebrata (Craniata )
    - Infraîncrengătura Agnatha
      - Infraîncrengătura Gnathostomata
      - Clasa Chondrichthyes
      - Clasa †Acanthodii
      - Clasa Osteichthyes
      - Supraclasă Tetrapoda
        - Clasa Amphibia
        - Clasa Reptilia
        - Clasa Aves
        - Clasa Mammalia

### Clasificarea Cordatelor după Georgescu 1997
| Regnul   | Subregnul | Diviziunea                   | Grupul     | Ramura                    | Încrengătura          | Încrengătura   |
| Animalia | Metazoa   | Triploblastica (Bilateralia) | Articulata | Deuterostomien Eucelomați | Epineurieni (cordate) |                |
| Animalia | Metazoa   | Triploblastica (Bilateralia) | Articulata | Deuterostomien Eucelomați | Epineurieni (cordate) | Urochordata    |
| Animalia | Metazoa   | Triploblastica (Bilateralia) | Articulata | Deuterostomien Eucelomați | Epineurieni (cordate) | Cephalocordata |
| Animalia | Metazoa   | Triploblastica (Bilateralia) | Articulata | Deuterostomien Eucelomați | Epineurieni (cordate) | Cyclostomata   |
| Animalia | Metazoa   | Triploblastica (Bilateralia) | Articulata | Deuterostomien Eucelomați | Epineurieni (cordate) | Pisces         |
| Animalia | Metazoa   | Triploblastica (Bilateralia) | Articulata | Deuterostomien Eucelomați | Epineurieni (cordate) | Amphibia       |
| Animalia | Metazoa   | Triploblastica (Bilateralia) | Articulata | Deuterostomien Eucelomați | Epineurieni (cordate) | Reptilia       |
| Animalia | Metazoa   | Triploblastica (Bilateralia) | Articulata | Deuterostomien Eucelomați | Epineurieni (cordate) | Aves           |
| Animalia | Metazoa   | Triploblastica (Bilateralia) | Articulata | Deuterostomien Eucelomați | Epineurieni (cordate) | Mammalia       |